# Afrothismia
Afrothismia là một chi Thực vật thuộc tông Tiết mi (Thismieae) trong họ Cỏ cào cào (Burmanniaceae) hoặc đôi khi được phân loại trong họ Tiết mi (Thismiaceae).

## Các loài
Chi này chứa các loài sau:
- Afrothismia amietii, Cheek
- Afrothismia baerae, Cheek
- Afrothismia foertheriana, T.Franke, Sainge & Agerer
- Afrothismia gabonensis, Dauby & Stévart
- Afrothismia gesnerioides, H.Maas
- Afrothismia hydra, Sainge & T.Franke
- Afrothismia insignis, Cowley
- Afrothismia korupensis, Sainge & T.Franke
- Afrothismia mhoroana, Cheek
- Afrothismia pachyantha, Schltr.
- Afrothismia saingei, T.Franke
- Afrothismia winkleri, (Engl.) Schltr.
- Afrothismia zambesiaca, Cheek